# МТ-12 «Рапіра»
100-мм протитанкова гармата МТ-12 (Індекс ГРАУ — 2А29, у низці джерел згадується як Т-12А та «Рапіра») — радянська буксирована протитанкова гармата, створена наприкінці 1960-х років. Модернізація гармати Т-12 (Індекс ГРАУ — 2А19), що включала у себе розміщення гармати на новому лафеті.

## Тактико-технічні характеристики
Калібр, мм: 100
Довжина ствола, клб.: 63
Довжина зарядної камори, мм: 915
Ширина гармати (по ковпаках коліс), мм: 2320
Ширина ходу, мм: 920
Кліренс, мм: 330
Діаметр колеса, мм: 1034
Висота лінії вогню, мм: 810
Висота гармати у бойовому положенні при найбільшому куті піднесення, мм: 2600
Висота гармати по верхньому зрізу щита, мм: 1600
Кут горизонтального обстрілу, град: 53-54
Найбільший кут піднесення, град: 20±1
Найбільший кут зниження, град: 6-7
Нормальна довжина відкоту, мм: 680—770
Гранична довжина відкоту, мм: 780
Маса гармати в бойовому і похідному положеннях, кг: 3100
Маса ствола з затвором, кг: 1337
Маса клину в зібраному стані, кг: 55
Маса відкочуваних частин, кг: 1420
Скорострільність, пострілів / хв: 6-14
Обслуга, ос.: 6-7

## Оператори
- Алжир — 10 Т-12, на 2010 рік
- Вірменія — певна кількість МТ-12;
- Болгарія — 126 МТ-12, на 2010 рік
- Боснія і Герцеговина — певна кількість МТ-12;
- Казахстан — 68 T-12/МТ-12, на 2010 рік
- Киргизстан — 18 T-12/МТ-12, на 2010 рік
- Молдова — 36 МТ-12, на 2010 рік
- Монголія — 24 МТ-12, на 2003 рік
- Росія — 468 T-12/МТ-12 в активному використанні на 2010 рік
- Туркменістан — 72 T-12/МТ-12, на 2010 рік
- Узбекистан — 36 T-12/МТ-12, на 2010 рік
- Україна — 500 T-12/МТ-12, на 2010 рік
- Хорватія — 133 Т-12, на 2010 рік
- Чорногорія — 36 МТ-12, на 2010 рік

### Колишні оператори
- Угорщина
- НДР
- Ірак
- Польща
- СРСР
- СФРЮ

### Україна
Станом на 2014 рік на озброєнні Збройних Сил України перебувало близько 500 гармат МТ-12 «Рапіра».
У травні 2018 року відбулись випробування модернізованих гармат із поліпшеною системою наведення. Модернізація дозволяє вражати цілі в умовах обмеженої видимості. Крім того, гармати оснащені новими системами утримання цілі, що дозволяє більш ефективно вражати їх під час руху.
У квітні 2021 року, згідно повідомлення пресслужби Міністерства оборони України, на Рівненському військовому полігоні артилерійський підрозділ однієї з окремих механізованих бригад Сухопутних військ Збройних Сил України розпочав випробування 100-мм пострілів УОФ12 чеського виробництва до гармати МТ-12 «Рапіра». Як було зазначено, Міністерство оборони України уклало відповідний державний контракт на закупку цього типу боєприпасів у Чехії.
Окрім звичайних гарматних пострілів, в Збройних Силах України для стрільби з 100-мм протитанкової гармати МТ-12 «Рапіра» застосовуються протитанкові керовані ракети «Стугна», які перебувають на озброєнні.
У 2015 році частину гармат Д-48, ззовні дещо схожих на МТ-12, зі складів зберігання були повернуті на озброєння ЗСУ.

## Бойове застосування

### Російсько-українська війна
З серпня 2014 одна батарея (6 гармат) надійшла на озброєння батальйону ОУН. 15.01.15 була розбита остання гармата батареї в Донецькому аеропорту[джерело?].